# Nikolai Grigorjewitsch Falejew
Nikolai Grigorjewitsch Falejew (russisch Николай Григорьевич Фалеев; * 22. Apriljul. / 4. Mai 1859greg. in Kaluga; † 13. Oktober 1933 in Helsinki) war ein russisch-sowjetischer Bauingenieur, Architekt und Hochschullehrer.

## Leben
Falejew besucht die Kalugaer Realschule bis 1878 und dann die Moskauer Realschule mit Abschluss 1879. Darauf studierte er in St. Petersburg am Institut für Zivilingenieure mit Abschluss 1885 mit einer Goldmedaille.
1886 kam Falejew als außerplanmäßiger Techniker in die Bau-Abteilung der Moskauer Gouvernementsverwaltung (MGP) und führte bis 1902 als Junior-Architekt die Reparatur- und Sanierungsarbeiten der Gefängnisse, Gefängniskrankenhäuser und Zollhäuser durch. 1890 erstellte er das staatliche Alkoholmagazin zusammen mit Wiktor Welitschkin. Ab 1900 war er Mitglied des Technik-Rats der Moskauer Stadtverwaltung und Ehrenmitglied des Moskauer Kinderheim-Rats des Amts der Wohltätigkeitseinrichtungen der Kaiserin Maria. 1904 wurde er Vorsitzender der Architektenkommission der Moskauer Straßenbauverwaltung. 1909–1912 war er Ingenieur der MGP. In dieser Zeit war er Abgeordneter der Moskauer Stadtduma und Mitglied des Bau-Rats der Stadtverwaltung. 1912 wurde er Mitglied der Moskauer Architektur-Gesellschaft (MAO).
Falejew gestaltete seine Bauten entsprechend dem Jugendstil. 1905–1906 projektierte er den Bau der Jermakow-Elektrotechnik-Schule (heute Moskauer Ökonomie-Energietechnik-Kolledsch). Dabei setzte er erstmals in Moskau Eisenbeton für die Pfähle und das Fundament ein. Die Bauausführung wurde von dem Architekten Nikolai Markow geleitet.
In Falejews Wohnhaus am Moskauer Miljutinski Pereulok 3 wohnte der Architekt Alexander Meisner.
Nach der Oktoberrevolution 1917 widmete sich Falejew der Lehrtätigkeit. 1927 wurde er Professor des Moskauer Instituts für Transportingenieure (MIIT).
Falejew starb in Helsinki und wurde dort auf dem russisch-orthodoxen Friedhof begraben.

## Werke

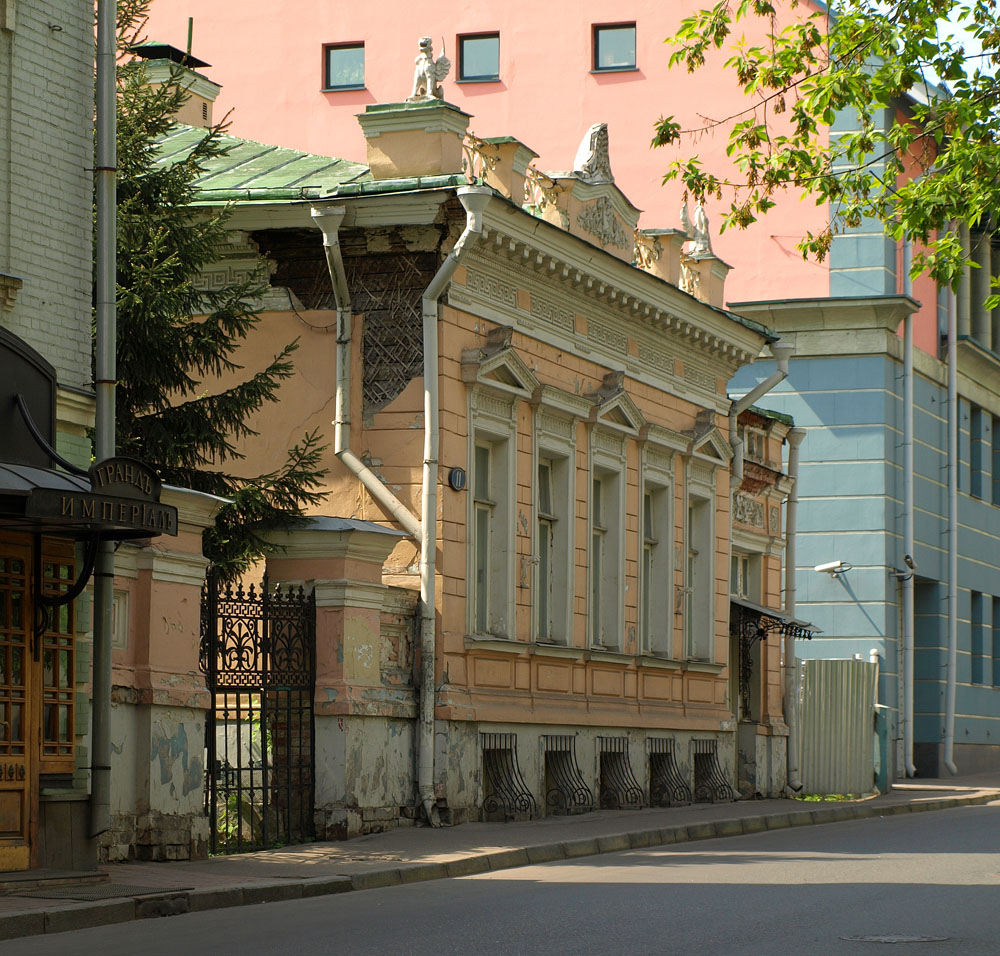
Falejews Haus (1895, heute Abchasische Botschaft), Gagarinski-Gasse 11, Moskau
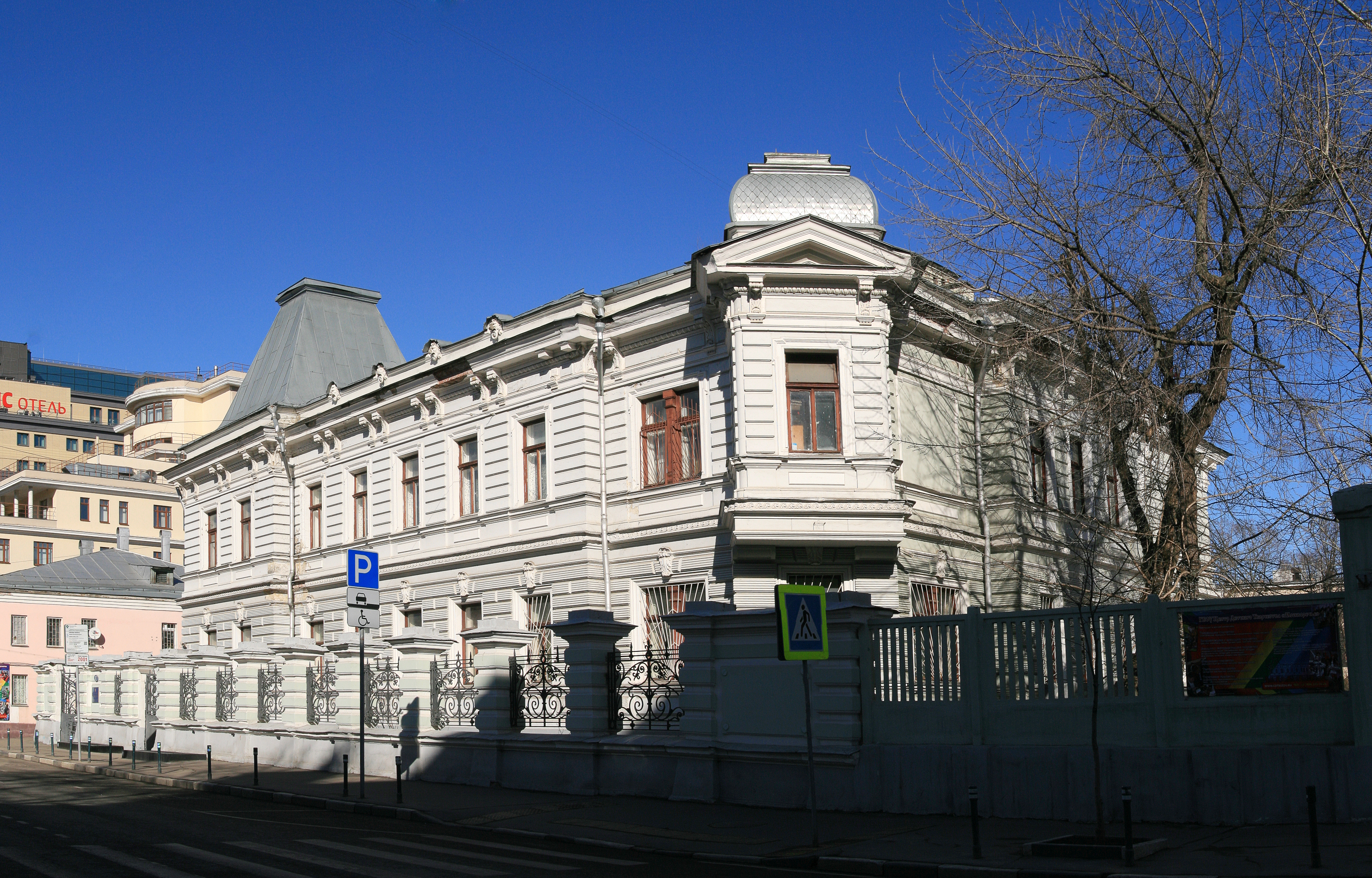
Mitrofan Fjodorowitsch Michailows Haus (1900), Uliza Bachruschina 17, Moskau
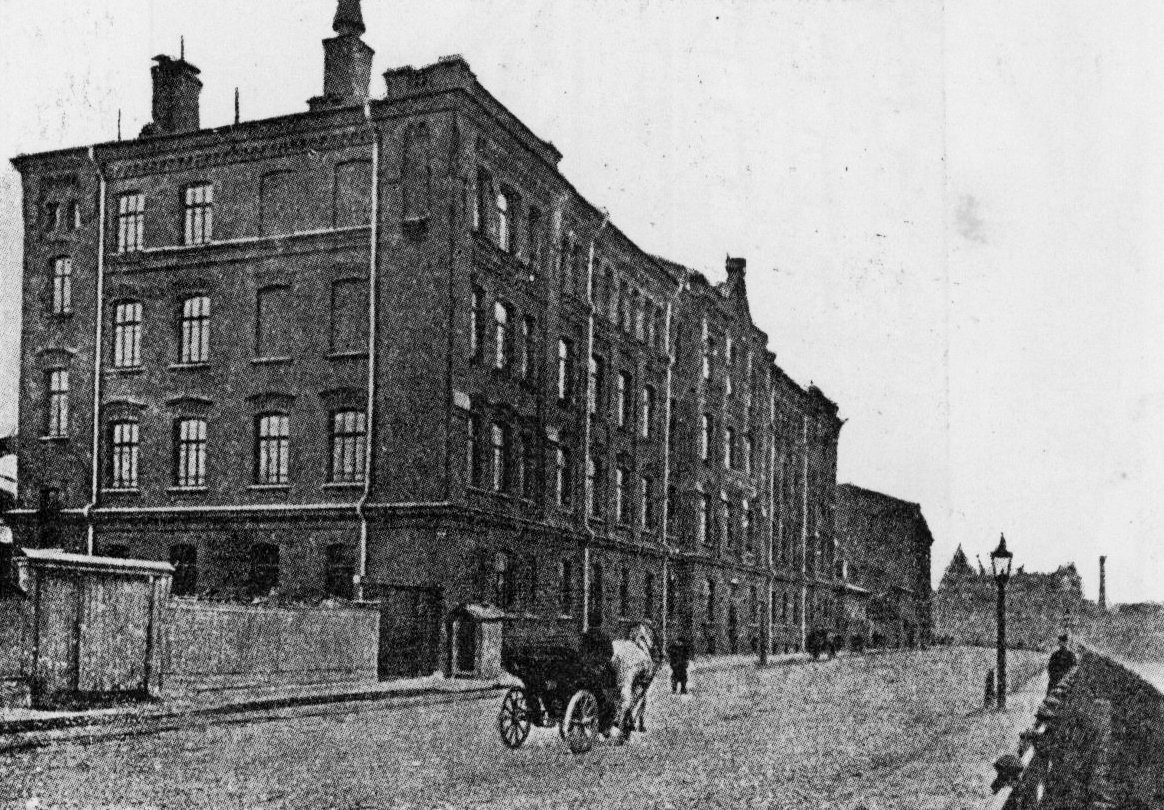
Jermokow-Elektrotechnik-Schule (1905–1906), Pretschistenskaja Nabereschnaja 11, Moskau
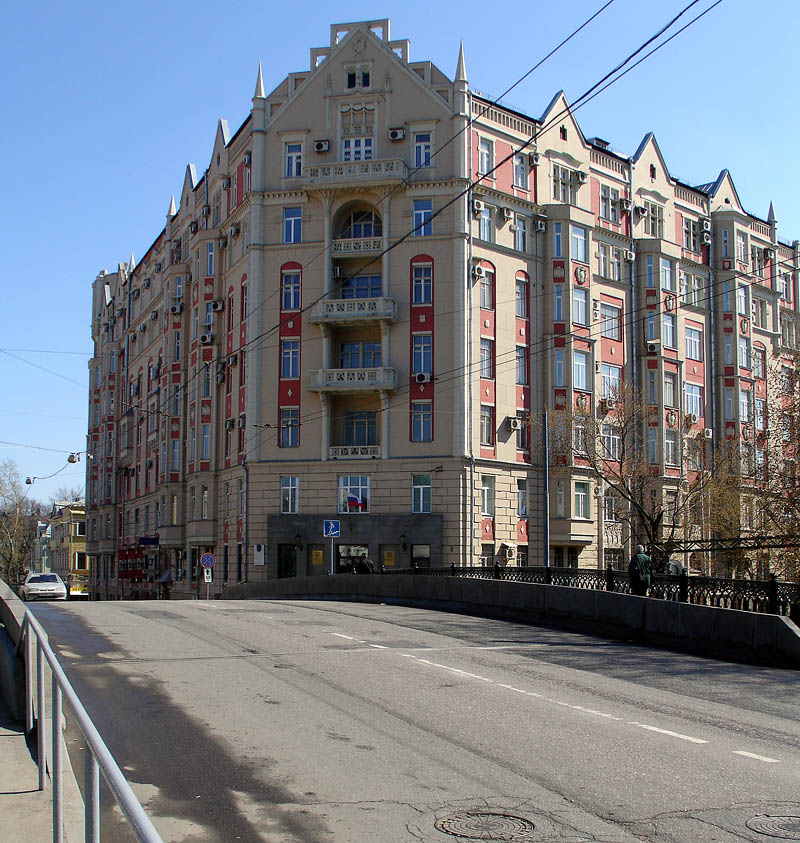
Wohnhaus der Basmann-Genossenschaft (1914 mit Adolf Seligson), Nowaja Basmannowa Uliza 10, Moskau